# Derek Phillips
Derek Phillips (Miami, 18 aprile 1976) è un attore statunitense.

## Filmografia

### Cinema
- Serum (2006)
- Son of Morning, regia di Yaniv Raz (2011)
- Inside, regia di Daryn Tufts (2013)
- 42 - La vera storia di una leggenda americana (42), regia di Brian Helgeland (2013)
- Ritual (2013)
- The Jogger (2013)
- Straw - Senza uscita (Straw), regia di Tyler Perry (2025)

### Televisione
- Sentieri (Guiding Light) – serial TV, 2 puntate (2002)
- Friday Night Lights – serie TV, 60 episodi (2006-2011)
- Prison Break – serie TV, episodio 2x08 (2006)
- Grey's Anatomy – serie TV,  episodi 3x24-3x25 (2007)
- Numb3rs – serie TV, episodio 4x15 (2008)
- The Closer – serie TV, episodio 5x07 (2009)
- Medium – serie TV, episodio 6x15 (2010)
- Trauma – serie TV, episodio 1x11 (2010)
- Private Practice – serie TV, 3 episodi (2010)
- I signori della fuga (Breakout Kings) - serie TV, episodio 1x04 (2011)
- Castle - serie TV, episodio 3x22 (2011)
- Body of Proof - serie TV, episodio 2x01 (2011)
- Parenthood – serie TV, episodio 3x18 (2012)
- Longmire – serie TV, 13 episodi (2013-2017)
- Reckless – serie TV, episodi 1x12-1x13 (2014)
- Murder in the First – serie TV, episodio 1x02 (2014)
- Chicago P.D. – serie TV, episodio 3x02 (2015)
- Game of Silence – serie TV, 3 episodi (2016)
- Looking - Il film (Looking: The Movie) – film TV, regia di Andrew Haigh (2016)
- Scandal – serie TV, episodio 6x04 (2017)
- The Rookie – serie TV, episodi 3x06-3x12 (2021)
- Loro (Them) – serie TV, 4 episodi (2021)
- NCIS: Hawai'i - serie TV, 4 episodi (2022-2023)

### Doppiaggio
- Dishonored – videogioco (2012)
- Aliens: Colonial Marines – videogioco (2013)
- The Last of Us – videogioco (2013)
- Murdered: Soul Suspect – videogioco (2014)
- Life Is Strange – videogioco (2015)
- Fallout 4 – videogioco (2015)
- The Walking Dead: Michonne – videogioco (2016)
- The Last of Us Parte II – videogioco (2020)
- Blood of Zeus – serie animata, 8 episodi (2020)
- Call of Duty: Black Ops Cold War – videogioco (2020)
- Call of Duty: Vanguard – videogioco (2021)
- Injustice, regia di Matt Peters (2021)
- Secret Level – serie animata, episodio 1x13 (2024)

## Doppiatori italiani
Nelle versioni in italiano delle opere in cui ha recitato, Derek Phillips è stato doppiato da:
- Francesco Prando in Longmire, 9-1-1
- Massimo Bitossi in Prison Break, Shooter
- Alessio Cigliano in Chicago P.D., Straw - Senza uscita
- Davide Marzi in NCIS: Hawai'i, FBI: International
- Michele D'Anca in Grey's Anatomy
- Fabio Boccanera in Friday Night Lights
- Daniele Raffaeli in The Closer
- Guido Di Naccio in Medium
- Simone Crisari in I signori della fuga
- Vittorio Guerrieri in Private Practice
- Francesco De Francesco in Castle
- Mirko Mazzanti in 42 - La vera storia di una leggenda americana
- Roberto Gammino in The Mentalist
- Fabrizio Odetto in Scandal
- Marco Baroni in Game of Silence
- Alessandro Budroni in Criminal Minds
- Achille D'Aniello in S.W.A.T.
- Oliviero Cappellini in The Rookie
- Ruggero Andreozzi in Loro
- Stefano Thermes in Law & Order - Unità vittime speciali
- Gianluca Crisafi in The Terminal List

Come doppiatore è stato sostituito da:
- Claudio Moneta in Aliens: Colonial Marines, Call of Duty: Vanguard
- Claudio Colombo in The Last of Us Parte II, Mortal Kombat 1
- Ruggero Andreozzi in Dishonored
- Alessandro Germano in Fallout 4
- Flavio Aquilone in Blood of Zeus
- Gabriele Duma in Secret Level